# 宋茂熙
宋茂熙（？－？），字靖之，福建莆田縣城关人。明朝政治人物。明朝政治人物、书法家。

## 生平
宋卿从侄。嘉靖四年（1525年）福建乡试举人，嘉靖五年（1526年）聯捷三甲第13名进士。授行人司行人。嘉靖十一年（1532年）转云南道试监察御史，嘉靖十六年（1537年）三月升广东布政使司左参议。